# 차우
《차우》는 대한민국의 영화 감독 신정원의 영화이다. 한 마을사람들이 식인 멧돼지의 습격을 당하는 장면을 다루었다.

## 줄거리
삼매리는 산 속 깊은 곳에 위치한 고즈넉하고 평화로운 마을이다. 어느 날 주말 농장 준비로 바쁜 이 곳에 참혹하게 찢긴 시체가 발견되면서 마을 사람들은 순식간에 불안과 공포에 휩싸인다. 뒤이어 살인사건들이 연달아 발생한다. 이번 사건으로 손녀를 잃은 전직 포수 천일만은 이 모든 것이 변종 식인 멧돼지 차우의 짓임을 확신한다.

한편, 서울에서 귀농하여 가족과 함께 삼매리에 내려온 김 순경의 노모가 행방불명되는 사건이 발생한다. 차우에 의한 짓임을 예감한 김 순경은 천일만이 결성한 추격대에 합류하게 된다. 마침내 동물 생태 연구조교 변수련과 전문 사냥꾼 백 포수와 수사를 담당한 신 형사가 가세한 5인의 추격대가 식인 멧돼지 차우를 잡기 위해 산으로 향한다. 그리고 거대한 식인 멧돼지와 만나게 되고 숨막히는 추격전이 시작된다.

## 캐스팅
- 엄태웅 : 김 순경 역
- 정유미 : 변수련 역
- 장항선 : 천일만 역
- 윤제문 : 백만배 역
- 박혁권 : 신 형사 역
- 김기천 : 이장 역
- 이상희 : 파출소장 역
- 고서희 : 덕구 엄마 역
- 박혜진 : 어머니 역
- 현태경 : 미영 역
- 정윤민 : 박 순경 역
- 문승빈 : 문 일경 역
- 하성광 : 선배 역
- 박창익 : 덕구 역
- 권범택 : 부검의 역
- 지성근 : 취객 역
- 정재성 : 주민 2 역
- 권오진 : 주민 3 / 묘지주인 역
- 공다임 : 주말농장 여중생 역
- 최원영 : 시비 검사 역 (우정출연)